# The Bride
The Bride is een Brits-Amerikaanse horrorfilm uit 1985 geregisseerd door Franc Roddam en gedisitribueerd door Columbia Pictures. Het verhaal is gebaseerd op personages uit het boek Frankenstein van Mary Shelley.

## Verhaal
Baron Charles Frankenstein en zijn team komen op een idee: het monster Viktor heeft een levensgezellin nodig. Daarop wordt Eva gecreëerd. In tegenstelling tot Viktor heeft zij een menselijk uiterlijk. Echter, Eva is gedegouteerd van het monsterlijk uiterlijk van Viktor. Viktor wordt furieus en vernielt het laboratorium. De anderen vluchten en Viktor wordt voor dood achtergelaten. Viktor blijkt nog te leven en vlucht. Hij ontmoet de dwerg Rinaldo. Samen reizen ze doorheen Europa en in Boedapest vinden ze werk in het circus van  Magar. 
Ondertussen is Charles verliefd geworden op Eva en met hulp van anderen wordt ze opgeleid tot "de beste menselijke partner". Eva begint zich vragen te stellen over haar verleden en afkomst, zeker nadat ze Josef ontmoette. Josef beweert dat Charles tijdens zijn studies medicijnen verbannen werd uit de universiteit. Eva en Josef worden verliefd op elkaar en vluchten.
In het circus overlijdt Rinaldo ten gevolge van een val tijdens een trapeze-act. Viktor vermoordt Bela - die de act samen opvoerde met Rinaldo - omdat Bela opzettelijk geknoeid had met de attributen. Daarop vlucht Viktor, maar hij wordt gevonden door een medewerker van het circus en vastgeketend.
Charles vindt Eva en neemt haar terug mee naar zijn kasteel. Daar legt hij haar uit hoe zij is verwekt: met lichaamsdelen van verschillende lijken die tot leven werden gebracht via elektriciteit.
Viktor kan ontsnappen en vlucht naar het kasteel. Daar ontstaat een gevecht tussen hem en Charles waarbij Charles het leven laat. Viktor en Eva hebben een eerste gesprek waaruit Eva leert dat Viktor ook door Charles werd ontworpen. Ze beslissen om samen te blijven en te verhuizen naar Venetië.

## Rolverdeling
| Acteur                  | Personage                  |
| ----------------------- | -------------------------- |
| Sting                   | Baron Charles Frankenstein |
| Jennifer Beals          | Eva                        |
| Clancy Brown            | Viktor                     |
| Geraldine Page          | Mrs. Baumann               |
| David Rappaport         | Rinaldo                    |
| Anthony Higgins         | Clerval                    |
| Alexei Sayle            | Magar                      |
| Veruschka von Lehndorff | Gravin                     |
| Quentin Crisp           | Dr. Zalhus                 |
| Cary Elwes              | Josef Schoden              |
| Phil Daniels            | Bela                       |
| Timothy Spall           | Paulus                     |
| Ken Campbell            | Pedlar                     |
| Guy Rolfe               | Graaf                      |
| Tony Haygarth           | caféuitbater               |

## Nominatie
| Prijs                                                | Categorie         | Ontvanger(s)    | Resultaat   |
| ---------------------------------------------------- | ----------------- | --------------- | ----------- |
| Golden Raspberry Awards 1985                         | Slechtste actrice | Jennifer Beals  | Genomineerd |
| Academy of Science Fiction, Fantasy and Horror Films | Best music        | Maurice Jarre   | Genomineerd |
| Academy of Science Fiction, Fantasy and Horror Films | Best costumes     | Shirley Russell | Genomineerd |